# N184 (België)
De N184 is een gewestweg in de Belgische stad Antwerpen. De weg verbindt de N1 met de N116 in Deurne. De maximale snelheid is 70 km/h voor het gedeelte buiten de bebouwde kom en 50 km/h binnen de bebouwde kom. De lengte van de N184 bedraagt ongeveer 3 kilometer.

## Traject
De N184 begint aan de N1/N113 (Frankrijklei). Het eerste en langste deel, Plantin en Moretuslei, is een belangrijke invalsweg naar het centrum van Antwerpen. Dit eerste deel loopt tot aan de kruising met de R10 (Binnensingel/Noordersingel) en de afrit 3 Borgerhout van de R1. Na de kruising met de R1 loopt de N184 via ZNA Sint-Erasmus en vervolgens eindigt de weg aan de N116 (Stenenbrug/Herentalsebaan).
Bij de Nationale Bank vormen de Van Eycktunnel en de Blauwtorentunnel de ondergrondse aansluiting met de Leien (N113).
De weg werd heringericht in 2019-2021.